# Сюс Б'ярре
Сюс Б'ярре (нар. 15 травня 1985, Ванльосе, Данія) — данська співачка.

## Дискографія
- Gør det selv (2008)
- All In (2010)
- Sys (2012).